# Bakadzjitsite
Bakadzjitsite (bulgariska: Бакаджиците) är kullar i Bulgarien.   De ligger i regionen Jambol, i den östra delen av landet, 280 kilometer öster om huvudstaden Sofia.
Trakten runt Bakadzjitsite består till största delen av jordbruksmark. Runt Bakadzjitsite är det ganska glesbefolkat, med 22 invånare per kvadratkilometer.